# زن مالیات
زن مالیات (انگلیسی: A Taxing Woman) فیلمی در ژانر کمدی به کارگردانی جوزو ایتامی است که در سال ۱۹۸۷ منتشر شد. از بازیگران آن می‌توان به نوبوکو میاموتو، تسوتومو کامازاکی، ماساهیکو تسوگاوا، و هیدئو موروتا اشاره کرد.